# Collados (Cuenca)
Collados es una localidad del municipio conquense de Sotorribas, en la Comunidad Autónoma de Castilla-La Mancha (España). 
La iglesia está dedicada a La Inmaculada Concepción.

## Localidades limítrofes
Confina con las siguientes localidades:
- Al norte con Torrecilla.
- Al este con Zarzuela.
- Al sureste con Sotos.
- Al suroeste con Bascuñana de San Pedro.
- Al oeste con Villar de Domingo García.
- Al noroeste con Torralba.

## Demografía
| Gráfica de evolución demográfica de Collados entre 1842 y 1970 |
| |
| Población de derecho según los censos de población del INE Población de hecho según los censos de población del INEEntre el censo de 1981 y el anterior, este municipio desaparece porque se integra en el municipio Sotorribas |

Evolución de la población
| Gráfica de evolución demográfica de Collados entre 2000 y 2017     |
|                                                                    |
| Población de derecho (2000-2017) según el padrón municipal del INE |

## Historia
Así se describe a Collados en el tomo VI del Diccionario geográfico-estadístico-histórico de España y sus posesiones de Ultramar, obra impulsada por Pascual Madoz a mediados del siglo XIX:

Aldea con ayuntamiento en la provincia, diócesis y partido judicial de Cuenca (4 leguas), audiencia territorial de Albacete y capitanía general de Madrid. Está situada en una vega a la falda de la sierra de Torrecilla mirando al E, con clima sano y despejado. Tiene 32 casas, entre ellas la de la municipalidad y una pequeña iglesia servida por un teniente por ser anejo de Torrecilla; en la población se ven algunos árboles diseminados. Su término confina al E con Pajares; S Zarzuela, y O la sierra de Torrecilla. Su terreno es fértil y produce buenas cosechas de toda clase de granos. Fiestas: el día de San Celedonio se celebra una en la ermita de este santo que se halla en la sierra de Torrecilla, concurrida por todos los vecinos de Collados, y a cuya imagen profesan gran devoción. Población: 39 vecinos, 134 almas. Capital territorial productivo: 437.280 reales. Imponible: 20.010. Ascienden las contribuciones a 2.130 reales.
Diccionario geográfico-estadístico-histórico de España y sus posesiones de Ultramar